# HD 15524
Désignations
HD 15524, également désignée HR 728, est une étoile binaire de la constellation du Bélier. D'après la mesure de sa parallaxe annuelle par le satellite Hipparcos, le système est situé à environ 169 années-lumière (51,8 parsecs) de la Terre.
Sa composant primaire, désignée HD 15524 A, est une étoile jaune-blanc sous-géante de type spectral F6 IV ou sur la séquence principale de type F4 V. Sa magnitude apparente est de 5,94, ce qui signifie qu'elle peut être observée à l'œil nu dans de bonnes conditions. La composante secondaire, HD 15524 B, est séparée de la composante primaire par 12,4 secondes d'arc et a une magnitude apparente de 10,4.
Le système est la source probable d'émissions de rayons X provenant de ces coordonnées.